# 군산경찰서
군산경찰서(群山警察署, Gunsan Police Station)는 전북특별자치도경찰청이 관할하는 경찰서 중 하나로 전북특별자치도 군산시 일대를 관할한다.
서장은 총경으로 보한다.

## 기본 정보
- 주소: 전북특별자치도 군산시 구암3.1로 82
- 우편번호: 54035

## 관할 파출소 및 지구대
| 명칭         | 사진 | 주소                    | 관할구역                              | 치안센터                      |
| ------------ | ---- | ----------------------- | ------------------------------------- | ----------------------------- |
| 나운지구대   |      | 대학로 293              | 신풍동, 삼학동 일부, 나운동 일부      | 문화치안센터                  |
| 서해지구대   |      | 공항로 377              | 소룡동 일부, 미성동 일부, 해신동 일부 |                               |
| 중앙파출소   |      | 서래안2길 24            | 중앙동, 흥남동 일부                   |                               |
| 개복파출소   |      | 중정1길 16              | 월명동                                | 수상치안센터                  |
| 경장지구대   |      | 번영로 204              | 조촌동, 개정동, 경암동, 구암동        |                               |
| 수송지구대   |      | 미장안3길 3             | 미장동 일부, 삼학동 일부, 흥남동 일부 |                               |
| 개정파출소   |      | 개정면 아동리 248       | 개정면                                |                               |
| 나포파출소   |      | 나포면 십자들로 644     | 나포면                                |                               |
| 비응파출소   |      | 요죽안2길 31            | 소룡동 일부, 야미도                   | 신시도치안센터 야미도치안센터 |
| 대야파출소   |      | 대야면 만자로 10        | 대야면                                |                               |
| 서수파출소   |      | 서수면 항쟁로 191       | 서수면                                |                               |
| 성산파출소   |      | 성산면 동군산로 25      | 성산면                                |                               |
| 옥구파출소   |      | 옥구읍 대학로 806       | 옥구읍                                |                               |
| 옥서파출소   |      | 옥서면 옥구저수지로 182 | 옥서면                                |                               |
| 옥산파출소   |      | 옥산면 옥산로 236       | 옥산면                                |                               |
| 은파지구대   |      | 백토로 221              | 나운동 일부, 수송동 일부              |                               |
| 임피파출소   |      | 임피면 서원석곡로 610   | 임피면                                |                               |
| 회현파출소   |      | 회현면 회현로 173       | 회현면                                |                               |
| 개야도파출소 |      | 옥도면 개야도2길 19     | 옥도면 일부                           |                               |
| 선유도파출소 |      | 옥도면 선유북길 70-2    | 옥도면 일부                           |                               |
| 어청도파출소 |      | 옥도면 어청도길 93      | 옥도면 일부                           |                               |